# Cephalonia
Cephalonia, cũng gọi là Kefalonia, Cephallenia, Cephallonia, Kefallinia, hay Kefallonia (tiếng Hy Lạp cổ: Κεφαλληνία; tiếng Hy Lạp: Κεφαλονιά hay Κεφαλλονιά; tiếng Ý: Cefalonia), là đảo lớn nhất của quần đảo Ionia ở phía tây Hy Lạp, với diện tích 781 km². Đảo cũng là một đơn vị thuộc vùng của vùng Quần đảo Ionia, và chỉ có một cộng đồng trực thuộc. Thủ phủ của Cephalonia là thị trấn Argostoli.

## Địa lý
Tổng diện tích của đảo là khoảng 780 km² (300 mi2), và mật độ dân số hiện nay là 55 người/km² (140/mi2). Thị trấn Argostoli là nơi cư trú của một phần ba số cư dân trên đảo. Lixouri là điểm định cư lớn thứ hai, và tổng cộng có gần hai phần ba dân số của đảo sống tại hai nơi này.
Cephalonia nằm trong trung tâm của động đất trong khu vực, và có hàng chục trận động đất nhỏ hoặc không được ghi nhận xảy ra mỗi năm. Năm 1953, một trận động đất lớn đã phá hủy gần như tất cả các nơi định cư trên đảo, chỉ có Fiscardo ở phía bắc là không bị ảnh hưởng.
Các đặc điểm tự nhiên quan trọng nhất trên đảo là hồ Melissani và các hang động Drogarati.
Phía tây của đảo có một bán đảo nhỏ nối liền bằng một vùng thung lũng thấp.

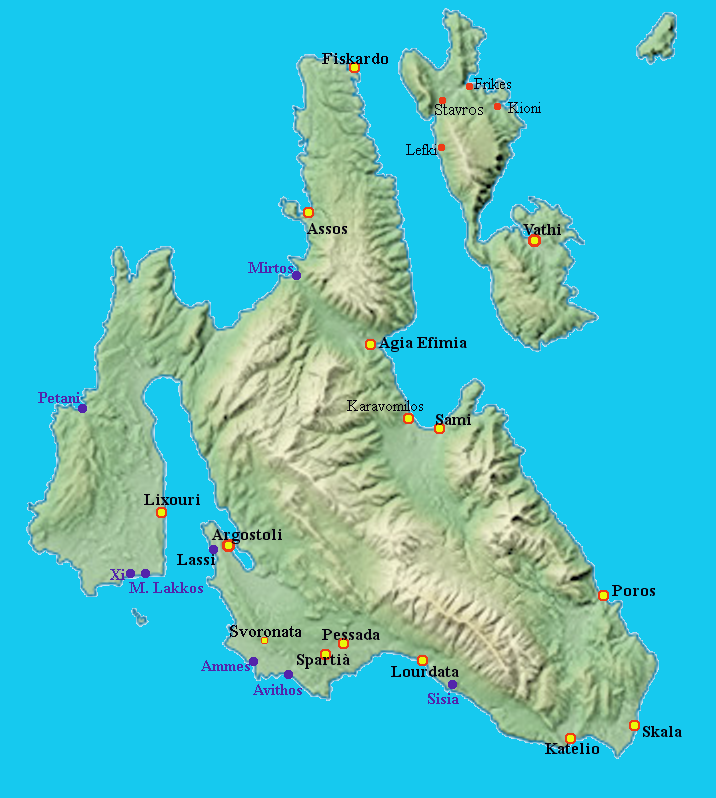
Địa hình đảo Cephalonia

### Núi
Ngọn núi cao nhất trên đảo là Núi Ainos, với cao độ 1628m; ở phía tây-tây bắc là dãy núi Paliki, nơi có Lixouri, các ngọn núi khác bao gồm Gerania và Agia Dynati. Đỉnh núi Ainos có các cây Abies cephalonica (Lãnh sam Hy Lạp) và là một vườn tự nhiên.

### Lâm nghiệp

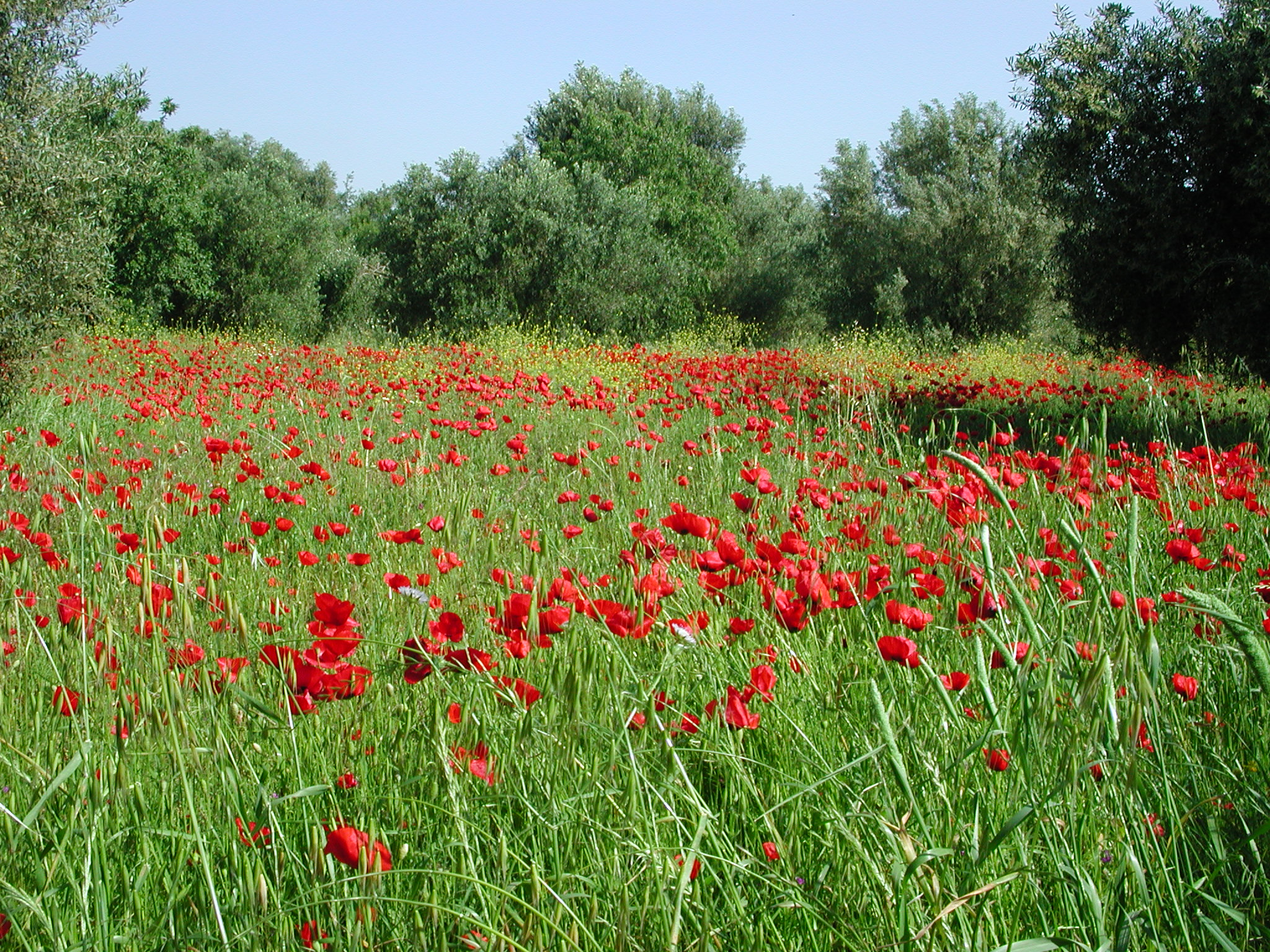
Một cánh đồng anh túc.

Ngành lâm nghiệp gần như không hiện diện trên đảo, tuy nhiên sản lượng gỗ tại đây vẫn là một trong những nơi cao nhất tại quần đảo Ionia, mặc dù thấp hơn Elia tại Peloponnese. Các vụ cháy rừng khá phổ biến vào thập niên 1990 và đầu thập niên 2000 và vẫn là một mối đe dọa lớn cho cư dân.

### Nông nghiệp
Các ngành nông nghiệp chính trên đảo bao gồm chăn nuôi động vật và trồng ô liu, còn lại chủ yếu là ngũ gốc và rau quả. Hầu hết rau quả được trồng tại các vùng đồng bằng, chiếm ít hơn 15% diện tích đảo, phần lớn trong số đó có địa hình gồ ghề và đồi núi, chỉ thích hợp cho chăn dê. Ít hơn một phần tư đất đai của đảo có thể trồng trọt.
Cho đến thập niên 1970, hầu hết người dân Cephalonia sống tại các khu vực nông thôn, trong khi ngày nay có hai phần ba sinh sống tại đô thị, một phần ba còn lại trong những đô thị nông thôn và làng gần những khu đất nông nghiệp.

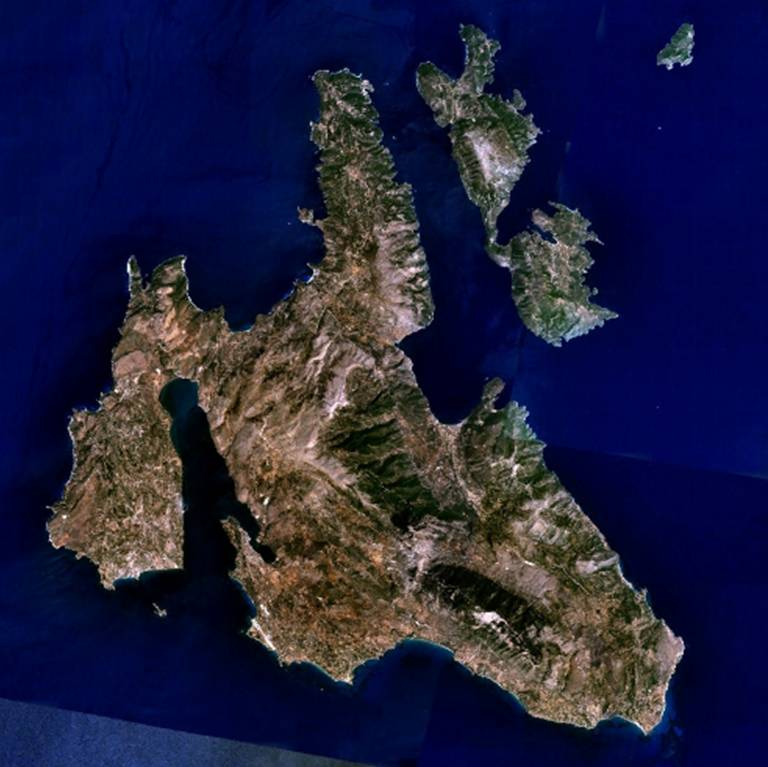
Đảo Cephalonia (ảnh vệ tinh)

### Mũi
- Agios Georgios (có tọa độ khoảng 38°10′00″B 20°26′00″Đ / 38,1667°B 20,43333°Đ)
- Kounopetra
- Atheras (góc tây bắc của đảo)

## Hành chính
Cephalonia là một đơn vị thuộc vùng riêng biệt của vùng Quần đảo Ionia, và chỉ có một cộng đồng. Thủ phủ là Argostoli, thị trấn chính trên đảo. Do cải cách Kallikratis năm 2011, đơn vị thuộc vùng Kefallinia được tạo thành từ một phần của quận "Kefalonia và Ithaca" trước đó. Khu tự quản Cephalonia được tạo thành từ 8 khu tự quản trước đó:
| - Argostoli thủ phủ - Paliki bán đảo và đô thị chính là Lixouri - Sami thị trấn lớn thứ ba và có cảng quan trọng nhất - Erisos có cảng Fiscardo và Assos | - Eleios-Pronnoi có cảng Poros và Skála - Leivathos thung lũng phía nam Argostoli - Omala thung lũng tại Tu viện Thánh Gerasimos - Pylaros với cảng Agia Evfimia và bãi biển Myrtos |

## Thần thoại
Đảo Ithaki nằm phia đông Cephalonia được cho rằng chính là địa điểm trên thực tế của xứ Ithaca, nơi Odysseus (nhân vật chính trong sử thi Odysseus của Homer) làm vua.
Tuy nhiên đảo Ithaki ngày nay lại khác biệt một chút so với mô tả của Homer, khi Ithaca trong thần thoại là đảo cực tây của Hy Lạp, trên thực tế đảo Kefalonia mới là đảo cực tây. Một khảo sát địa lý được tiến hành trên thung lũng phía tây đảo Kefalonia vào những năm 2000 đã cho thấy thung lũng nối bản đảo phía tây đảo Kafalonia từng chìm dưới biển. Do đó bản đảo tây Kefalonia mới có thể thực sự là đảo Ithaca trong thần thoại.